# Білоколодязька волость (Вовчанський повіт)
Білоколодязька волость — історична адміністративно-територіальна одиниця Вовчанського повіту Харківської губернії із центром у слободі Білий Колодязь.
Найбільші поселення волості станом на 1914 рік:
- слобода Білий Колодязь — 4627 мешканців.
- хутір Юрченків — 1724 мешканці.
- слобода Петропавлівка — 1592 мешканці.

Старшиною волості був Бурлуцький Федір Харитонович, волосним писарем — Турба Павло Олексійович, головою волосного суду — Онищенко Яків Терентійович.
У 1923 році волость була ліквідована, а її територія увійшла до складу новоствореного Білоколодязького району.